# Familie-orde van Negeri Sembilan
De Meest Illustere Familie-orde van Negeri Sembilan of "Darjah Kerabat Negri Sembilan Yang Amat Mulia" werd op 24 mei 1979 door Tuanku Ja'afar, gekozen vorst van Negeri Sembilan ingesteld. De onderscheiding kent een enkele graad en wordt aan staatshoofden en hun echtgenoten verleend. 
Het lint is geel met een rood-geel-zwarte middenstreep. Het kleinood is een negenpuntige gouden ster met in het midden een lichter gouden medaillon met het wapenschild van de federatie van Negeri Sembilan.
Het kleinood kan ook aan de keten worden gedragen. De keten heeft zestien ovale gouden schakels.

De leden van de orde dragen een gouden ster met het helmteken van het federatiewapen  op de linkerborst en de letters "DK" achter hun naam.